# 히라마쓰 슈
히라마쓰 슈(일본어: 平松 宗, 1992년 11월 20일 ~ )는 일본의 축구 선수이다.

## 구단 경력
그는 2015년부터 2024년까지 J리그의 알비렉스 니가타, 미토 홀리호크, V-파렌 나가사키, 카탈레 도야마, SC 사가미하라, 더스파 군마에서 활동하였다.